# Cauterisatie
Cauterisatie is het verbranden van weefsels om een deel ervan te verwijderen of af te sluiten. De meest gebruikte vormen van cauterisatie zijn elektrocauterisatie en chemische cauterisatie. De term is afgeleid van kauterion, het Griekse woord voor brandmerk.
Cauterisatie werd in het verleden veel toegepast, bijvoorbeeld om zware bloedingen tegen te gaan. De procedure was simpel, een stuk metaal werd met een vuur verhit en dan op de wond gedrukt. Dit maakte dat bloed en weefsel razendsnel opwarmden en er versnelde bloedstolling plaatsvond. 
Tegenwoordig is cauterisatie een alledaagse techniek in de chirurgie om hemostase te verkrijgen. Bloedende vaten worden tijdens de chirurgie dichtgeschroeid door middel van elektrocauterisatie met een elektrotoom. Hiervoor zijn specifieke instrumenten ontwikkeld die een elektrisch veld creëren. Door het principe van diathermie wordt de elektrische stroom omgezet in warmte. De opwarming veroorzaakt coagulatie en denaturatie van de weefsels met een stelping van de bloeding tot gevolg.
Neusbloedingen worden vaak gestelpt door middel van directe thermische coagulatie of chemische cauterisatie (aanstippen van de wonde met zilvernitraat).
Bij het verwijderen van wratten en andere huidletsels wordt elektrocauterisatie of chemische cauterisatie soms gebruikt.